# Kombissiri
Kombissiri es una ciudad de la provincia de Bazéga, en la región Centro-Sur, Burkina Faso. A 9 de diciembre de 2006 tenía una población censada de 23 460 habitantes.
Se encuentra ubicada al norte de la frontera con Costa de Marfil y al sur de la capital del país, Uagadugú. 